# 7-я улица Текстильщиков
7-я улица Текстильщиков — улица в районе Текстильщики Юго-Восточного административного округа Москвы.
Улица проходит от улицы Шкулёва до улицы Юных Ленинцев, пересекая улицу Чистова.

## История
До 1960 года 7-я улица Текстильщиков (в 1948—1960 гг. называлась 7-я улица посёлка Текстильщики) была одной из одиннадцати пронумерованных улиц посёлка Текстильщики, входившего в состав города Люблино (в 1960 году территория города Люблино была включена в состав Москвы). Впоследствии, шесть из одиннадцати улиц были переименованы, и лишь 7-я улица Текстильщиков сохранила своё название наряду с 1-й, 8-й, 10-й и 11-й улицами.

## Примечательные здания и сооружения

### По чётной стороне
- д. 4 — Почтовое отделение № 109263
- д. 4А, корпус 1 — Школа № 654, дошкольное отделение № 2
- д. 16 — Стоматологическая поликлиника № 34

### По нечётной стороне
- д. 9, корпус 1 — Школа № 654, корпус № 3

## Транспорт

### Автобусы
Вч Ветеринарная академия —  Текстильщики — Ветеринарная академия

### Метрополитен
В 700 м к югу от улицы находится станция «Волжская» Люблинско-Дмитровской линии Московского метрополитена.